# 多米尼克·賴因哈特
多米尼克·賴因哈特（德語：Dominik Reinhardt；1984年12月19日—）是一位德國足球運動員。在場上的位置是右後衛。他現在效力於德國足球甲級聯賽球隊奧格斯堡足球俱樂部。他也代表德國U21國家隊參賽。